# Юган Себастьян Вельгавн
Юган Себастьян Вельгавн (норв. Johann Sebastian Welhaven; 22 грудня  1807року, Берген — 21 жовтня 1873 року, Кристіанія нині Осло) — норвезький поет, історик літератури.

## Біографія
Юган Себастьян Вельгавн народився 22 грудня 1807 року в Бергені в родині священика. Норвезький поет та історик літератури отримав богословську освіту. Ставши професором, викладав теологію, філософію і літературу в різних університетах. Стояв біля витоків формування норвезької національної літератури, був у центрі культурного життя Норвегії середини 19 століття і його робіти заслуговують на увагу. В поезії Юган Себастьян був прихильником дотримання класичних чітких форм і розмірів. Вельгавн вважав, що головна мета мистецтва — краса, а головними поняттями для поета має бути гармонія і рівновага, — в тому числі гармонія внутрішнього світу. Справжня поезія, на думку Югана має позбутися всього випадкового, швидкоплинного. Поет намагався писати красиво і чітко. За словами Кнута Гамсуна, Вельгавн прагнув краси форм і ясності сприйняття і був "точний, як ювелір. У 1868 році він був змушений піти у відставку зі своєї посади за станом здоров'я. Останні роки він страждав від хвороби Паркінсона.

## Творчість
Лідер культурного руху за продовження зв'язків з датською і загальноєвропейської культурою, Юган Себастьян Вельгавн мав великий вплив на політичне і літературне життя Норвегії з 1830-х років. Особливо великий був авторитет поета серед академічної молоді. Юган Себастьян — поет-лірик, автор полемічних сонетів. Лірика Вельгавна витримана в дусі романтизму; у ній відчувається вплив національного фольклору ["Вірші" («Digte», 1839)] та інші. Він був романтиком з інтересом до естетики, культивував чистий жанр і ввів суворі правила поетичної форми. Значна частина віршів навіяна народною поезією.

## Поезія
У своїх творах Юган Себастьян критикував духовне життя країни ("Світанок над Норвегією, 1834). Він описав мальовничі куточки його рідної скандинавської природи і життя простих селян (колекція «Вірші», 1839; "Збірка віршів, 1860).